# Турсунов, Амон
Амон Турсунов — советский хозяйственный, государственный и политический деятель, Герой Социалистического Труда.

## Биография
Родился в 1915 году в Самаркандском районе. Член КПСС с 1944 года.
С 1932 года — на хозяйственной, общественной и политической работе. В 1932—1980 гг. — колхозник, заведующий складом колхоза «Москва» Самаркандского района Самаркандской области, военнослужащий Советской Армии, участник Великой Отечественной войны, заведующий фермой, председатель колхозов «Қизил Юлдуз», «Большевик», заведующий фермой, бригадир овощеводческой бригады колхоза «Москва» Самаркандского района Самаркандской области.
Указом Президиума Верховного Совета СССР от 10 декабря 1973 года присвоено звание Героя Социалистического Труда с вручением ордена Ленина и золотой медали «Серп и Молот».
Умер до 1985 году.